# Dimos Korydallos
Dimos Korydallos (Korydallos) är en kommun i Grekland.   Den ligger i prefekturen Nomós Piraiós och regionen Attika, i den sydöstra delen av landet, 6 km väster om huvudstaden Aten. Antalet invånare är 63 445. Arean är 14,7 kvadratkilometer. Dimos Korydallos gränsar till Chaïdári.
Terrängen i Dimos Korydallos är platt åt sydost, men åt nordväst är den kuperad.